# Alternativa Sociale
Alternativa Sociale (AS) è stata una federazione di partiti neofascisti attiva in Italia tra il 2004 e il 2006, con a capo Alessandra Mussolini.

## Composizione
Lo schieramento, che si posizionava all'estrema destra, era guidato da Alessandra Mussolini, nipote di Benito Mussolini. Ne facevano parte:
- Libertà di Azione di Alessandra Mussolini;
- Forza Nuova di Roberto Fiore;
- Fronte Sociale Nazionale di Adriano Tilgher.

Nel 2005 entrò nell'alleanza anche il Movimento Sociale Fiamma Tricolore di Luca Romagnoli.
Dopo l'insuccesso ottenuto nelle elezioni politiche del 2006, l'alleanza si è sciolta. In seguito a ciò la Lista Alessandra Mussolini - Libertà di Azione assume il nome di Azione Sociale, mantenendo la sigla "AS" della disciolta alleanza.

## Storia

### Dissenso contro Fini
Nel novembre 2003, Gianfranco Fini dirigente di Alleanza Nazionale, partito di destra e prosecutore dell'esperienza del vecchio Movimento Sociale Italiano, nella sua veste di vicepresidente del consiglio dei ministri, si recò in visita nello Stato d'Israele e, discutendo con le gerarchie ebraiche, sostenne che il fascismo abbia avuto delle manifestazioni che possono essere considerate come il "male assoluto del XX secolo".
Questo episodio provocò dissenso e l'abbandono polemico di Alessandra Mussolini, in piena rottura con Fini che diventerà un bersaglio fra i più ricorrenti degli attacchi politici di AS, soprattutto all'indomani dell'assegnazione del nuovo incarico di governo come Ministro degli Esteri.

### La Mussolini al Parlamento europeo
L'esordio di Alternativa Sociale sulla scena politica italiana si rivela soddisfacente: a pochi mesi dalla sua costituzione, si presenta l'appuntamento con le elezioni europee del 2004, che rappresentano un banco di prova per Alessandra Mussolini.
Attorno alla Mussolini si riuniscono i movimenti, già esistenti, di Forza Nuova e Fronte Sociale Nazionale, e insieme presentano la lista elettorale di Alternativa Sociale puntando molto sull'effetto del cognome Mussolini, che richiama l'esperienza del fascismo, inteso da Alternativa Sociale in un'ottica democratica.

Il cartello elettorale raggiunge l'1,2% dei voti e consente ad Alessandra Mussolini di conquistare un seggio al Parlamento europeo. Durante la sua attività a Strasburgo, la Mussolini, e non solo, si opporrà all'ingresso della Turchia nell'Unione europea. Solo in seguito, nel 2008, quel seggio diventerà di Roberto Fiore.

### Le polemica delle firme false e lo sciopero della fame
Alternativa Sociale continua la sua azione politica, rincuorata dall'aver piazzato delle basi nell'elettorato italiano, e non manca all'appuntamento con le elezioni regionali del 2005, con le quali punta ad assicurarsi l'elezioni di alcuni suoi rappresentanti nelle assemblee regionali, fallendo, però, nell'intento.
In tutte le 14 regioni chiamate al voto, Alternativa Sociale presenta le sue liste come alternativa ai due poli e con propri candidati alla carica di presidente. Un caso emblematico è quello della Regione Lazio, dove a presidente si candida la Mussolini in persona contrastando la politica dell'uscente e suo ex collega di partito Francesco Storace. La lista di Alternativa Sociale, in un primo momento, viene esclusa dalle elezioni in quanto accusata di anomalie nella raccolta delle firme necessarie alla sua presentazione.
In particolare, risultavano firme di persone inesistenti o defunte, spesso autenticate da consiglieri comunali di sinistra, i quali - secondo l'accusa di Storace - avrebbero complottato con l'estrema destra per favorire la sconfitta della Casa delle Libertà e riconquistare la Regione.
Il caso passa nelle mani del TAR del Lazio e Alessandra Mussolini grida allo scandalo, sostenendo di essere lei stessa la vittima del complotto. Si piazza all'interno di un camper davanti alla sede del TAR a Roma e inizia uno sciopero della fame in attesa della sentenza definitiva, che alla fine sarà favorevole alla riammissione della sua lista perché, in ogni caso, il numero delle firme "prive di sospetti" superava la quota minima richiesta.
Un anno più tardi, a marzo 2006, emergerà lo scandalo Laziogate, che vedrà coinvolto Storace (nel frattempo nominato ministro) per aver avviato presunte attività illecite di "spionaggio" nei confronti della Mussolini in occasione della campagna elettorale delle Regionali. Storace fu assolto in appello da tutte le accuse nel 2012, tuttavia a causa del processo in corso si dimise dagli incarichi di governo.
Il risultato elettorale di Alternativa Sociale, sulla media nazionale, si aggira intorno all'1%, con punte del 2% in Campania e nel Lazio dove la Mussolini è candidata in prima persona alla presidenza. In questa occasione, AS stringe una collaborazione con la Fiamma Tricolore, che partecipa alle liste "fuori dai poli".

### L'accordo con la CdL e le candidature "impresentabili"
L'attività politica prosegue nella campagna elettorale del 2006, per questa occasione Alternativa Sociale raggiunge un accordo per presentare la sua lista nella coalizione della Casa delle Libertà.
Quando si sta per formalizzare l'accordo, nel febbraio 2006, scoppia il caso delle "candidature impresentabili". Sotto accusa l'intenzione di candidare, insieme alla Mussolini, altri esponenti considerati estremisti irriducibili, come Roberto Fiore (che è stato condannato con l'accusa di associazione sovversiva e banda armata, ed è stato latitante a Londra per dieci anni), Adriano Tilgher (condannato a una pena detentiva in passato per ricostruzione del partito fascista e più recentemente assolto dalle accuse di responsabilità nelle stragi dell'Italicus e della stazione di Bologna).
I principali alleati di Berlusconi dichiarano di rifiutare candidature di chi non aderisce ai valori fondamentali della libertà e della democrazia, di chi ha posizioni razziste e totalitarie. Berlusconi il giorno dopo interviene prendendo le distanze da certi accordi, affermando di essere stato fino ad allora all'oscuro della condotta politica degli alleati della Mussolini.
Così, per non mandare in frantumi Alternativa Sociale, il 16 febbraio, in conferenza stampa congiunta, i tre leader affermano di voler fare un passo indietro, rinunciando alle personali candidature al Parlamento. Si è arrivati invece ad un accordo programmatico con il partito (con priorità riguardo al Mezzogiorno, sostegno alla famiglia, sanità, lavoro, sistema creditizio, sicurezza e immigrazione, democrazia paritaria) e viene avanzata l'ipotesi, poi confermata, della candidatura di Mauro Fiorani, marito della Mussolini, con Forza Italia. Nei giorni successivi, però, viene annunciata la candidatura come capolista di Alessandra Mussolini. In nove circoscrizioni, come capolista viene candidata l'avvocato Anna Mazzaglia Miceli, fidanzata di Tilgher.

### Lo scioglimento
Nel frattempo, la base più radicale risulta notevolmente irritata da tutti i mutamenti ideologici mostrati da Alessandra Mussolini, tanto che il sito web ufficiale del partito viene ripetutamente vandalizzato da cracker, introducendo chiari riferimenti al soprannome "ping-pong" dato alla Mussolini stessa.
All'indomani delle elezioni, infine, Alternativa Sociale deve fronteggiare un risultato scoraggiante, che non le garantisce l'attribuzione di alcun seggio in Parlamento: i voti raccolti sono 255 000 alla Camera (0,7%) e 214 000 al Senato (0,6%) e, in entrambi i casi, non vengono superati gli sbarramenti previsti né è possibile applicare la norma dell'attribuzione dei seggi come "miglior perdente" della coalizione, in quanto il risultato della lista DC-PSI alleata della CdL porta quest'ultima a godere di questo privilegio. AS, in base alle preferenze ottenute, risulta pertanto essere la prima tra le liste della CdL non ammesse alla ripartizione dei seggi.
Alla luce di questi risultati elettorali e dell'assenza di rappresentatività nelle assemblee parlamentari, Alternativa Sociale si scioglie: Forza Nuova e Fronte Sociale Nazionale intraprendono un percorso diverso, mentre l'esperienza di AS viene proseguita da Azione Sociale, che si costituisce in movimento autonomo.
In seguito, nel 2009, il Fronte Sociale Nazionale confluì ne La Destra, mentre Azione Sociale nel Popolo della Libertà. Forza Nuova ha invece iniziato un processo di collaborazione con il Movimento Idea Sociale di Pino Rauti.

## Risultati elettorali
| Elezione       | Elezione     | Voti    | %   | Seggi |
| -------------- | ------------ | ------- | --- | ----- |
| Europee 2004   | Europee 2004 | 398 036 | 1,2 | 1     |
| Politiche 2006 | Camera       | 255 410 | 0,7 | 0     |
| Politiche 2006 | Senato       | 214 617 | 0,6 | 0     |